# アビ

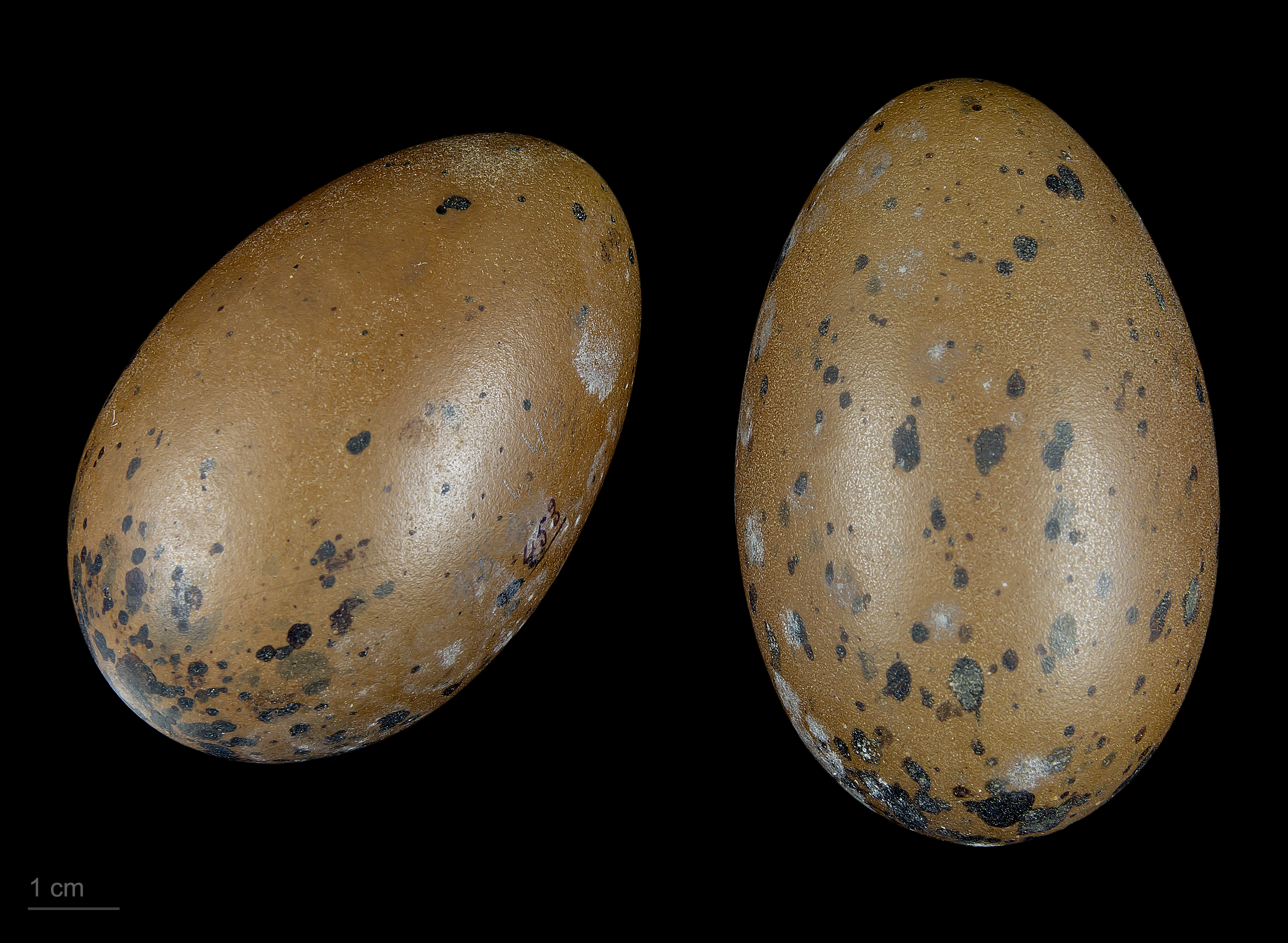
アビの卵

アビ（阿比、Gavia stellata）は、鳥綱アビ目アビ科アビ属の1種。
あびという呼び名はアビ科に属する鳥の総称として用いられ、古名かずくとり（潜鳥）。地方名へいけどり（平家鳥）、へいけだおしとも称される。これらは瀬戸内海に多数渡来したオオハム（多くは後に別種とされたシロエリオオハム）とともにその鳴き声が、壇ノ浦の戦いによる平家の滅亡を悲しむ声とされたことによる。また足が体の後方にあることより地方名としてあとあしという呼び名もある。アビという名称については江戸時代の中期よりみられるが、その和名はオオハムのハムと同様、潜水して魚を食（は）む「はみ（食み）」が変化したとする説があり、また、水かきをもつ足より「あしひろ（足広）」または「あしひれ（足鰭）」などから転訛したものとも考えられる。

## 分布
北アメリカ大陸北部やユーラシア大陸北部で繁殖し、冬季になると越冬のため北大西洋、北太平洋の沿岸部に南下する。
日本では冬季に越冬のため九州以北に冬鳥として飛来する。また、北海道では渡りの途中に旅鳥として飛来する。

## 形態
全長63cm (53–69 cm)。翼開長109cm (106–116 cm)。上面は灰黒褐色の羽毛で覆われる。
虹彩は赤い。嘴はやや上方へ反る。
夏羽は頭部が灰褐色、前頸部が赤褐色の羽毛で覆われる。冬羽は額から後頸にかけて黒褐色、喉から腹部にかけて白い羽毛で覆われる。

## 生態
海洋に生息する。
食性は動物食で、魚類などを食べる。

## アビ漁
瀬戸内海に浮かぶ斎島（呉市旧豊田郡豊浜町）では、アビ類（正確にはほとんどがシロエリオオハム）を目印にした「鳥持網代」（とりもちあじろ） または「鳥付網代」（とりつきあじろ） と呼ばれる漁場での漁「イカリ漁」が古くから行われていた。アビ漁は江戸時代の元禄あるいは寛永に始まったといわれ、かつては芸予諸島の竹原市忠海沖から防予諸島の屋代島（周防大島）沖まで広範囲に行われていた。アビの群れが好物のイカナゴを取り囲むようにして攻撃すると、追い込まれたイカナゴの群れは海中に潜る。これを狙ってマダイやスズキがやってきたところを一本釣りするというものである。それゆえこの地域ではアビを大切に保護してきた。この地域は「アビ渡来群游海面」として1931年（昭和6年）国の天然記念物に指定され、1964年には広島県の県鳥に指定されている。
しかし、約300年続いた広島のアビ漁も過去の話となった。限度を越えた大量の海砂採取で海底が荒れ、イカナゴが棲む生態系が破壊されたこと、高速船の運行でアビ類の生息が脅かされたことが、減少の原因と考えられている。1986年（昭和61年）を最後にアビ漁は途絶え、今では瀬戸内海でアビ類をみることさえまれである。古文書には万を数えるほどの記録のあるアビ類も、豊浜町では60羽ほどの飛来があるのみである。豊浜町の隣島の上蒲刈島でも、海岸からアビ類を観察できる。
なお、現在は条例で海砂採取の制限をかける自治体が増えてきたが、すでに遅しの感があり、個体数の回復は絶望的と見られている。